# Orthostixis opisodisticha
Orthostixis opisodisticha is een vlinder uit de familie van de spanners (Geometridae). De wetenschappelijke naam van de soort is voor het eerst geldig gepubliceerd in 1932 door Eugen Wehrli.